# Universitat de París Sud
La Universitat París Sud (en francès, Université Paris-Sud o Université Paris XI) és una universitat francesa situada en Orsay, un barri al sud de París.
Està especialitzada en ciència i té uns importants laboratoris de física de partícules. Els guanyadors de Medalles Fields Laurent Lafforgue, Jean-Christophe Yoccoz, Wendelin Werner i Ngô Bảo Châu van realitzar el seu treball en aquest centre educatiu. El 2013 París-Sud fou considerada la segona millor universitat de França, la 7a d'europa i la número 39 a tot el món per l'associació Academic Ranking of World Universities (ARWU).